# Pandemia de COVID-19 en Argentina
Para enfrentar la pandemia de COVID-19 en Argentina, como la mayoría de los países del mundo, adoptaron en llevar a cabo una serie de medidas sanitarias, económicas y sociales. La primera de ellas fue el Aislamiento Social Preventivo y Obligatorio. Debido a que Argentina es un país federal, las decisiones fueron consensuadas entre el Gobierno Nacional junto al Gobierno de la Provincia de Buenos Aires, el Gobierno de la Ciudad de Buenos Aires y el resto de los gobiernos provinciales. El enfoque de Argentina para enfrentar la pandemia se caracterizó por una cuarentena (aislamiento) temprana y estricta que abarcó todo el país durante 37 días, seguida de una flexibilización por regiones, que permitió levantar la cuarentena en la mayor parte del país, para establecer protocolos de distanciamiento, manteniéndola en las áreas de alto contagio. 
El primer caso confirmado de la pandemia de COVID-19 en Argentina se dio a conocer el 3 de marzo de 2020. El 7 de marzo, el Ministerio de Salud confirmó la primera muerte del país y de América Latina.
El 16 de marzo la Provincia de Tierra del Fuego, Antártida e Islas del Atlántico Sur fue la primera en decretar la cuarentena en su territorio. El 18 de marzo otras siete provincias decretaron la cuarentena. El Presidente de la Nación Alberto Fernández decretó la cuarentena en todo el territorio nacional a partir del 20 de marzo de 2020, manteniéndola en modo obligatorio hasta el 26 de abril. A partir de ese día cada provincia y la Ciudad de Buenos Aires, supervisadas por el Gobierno Nacional, quedaron facultadas para salir del aislamiento obligatorio, pero estableciendo diversos protocolos que garanticen el «distanciamiento» social. A lo largo de mayo, varias provincias (La Pampa, Formosa, Mendoza, Salta, San Juan) finalizaron la cuarentena para permitir reuniones familiares, sociales de hasta diez personas y hasta salidas recreativas en espacios públicos.
El 4 de junio el presidente Fernández anunció que 18 provincias habían finalizado la cuarentena sobre todo su territorio y estaban bajo un régimen de «distanciamiento» con protocolos sanitarios. Inicialmente, solo cuatro áreas urbanas mantuvieron el aislamiento: el Área Metropolitana de Buenos Aires (AMBA), el Departamento San Fernando de la Provincia del Chaco, el Departamento Rawson de la Provincia del Chubut y el Área Metropolitana Córdoba. Posteriormente, nuevos brotes obligaron a varias ciudades a volver al aislamiento.
El 29 de diciembre de 2020 comenzó la campaña de vacunación. Hasta el 22 de enero de 2024, 41.192.003 personas habían recibido una dosis, mientras que 38.102.120 personas recibieron dos dosis. Además, 34.384.977 personas recibieron una tercera dosis de refuerzo.

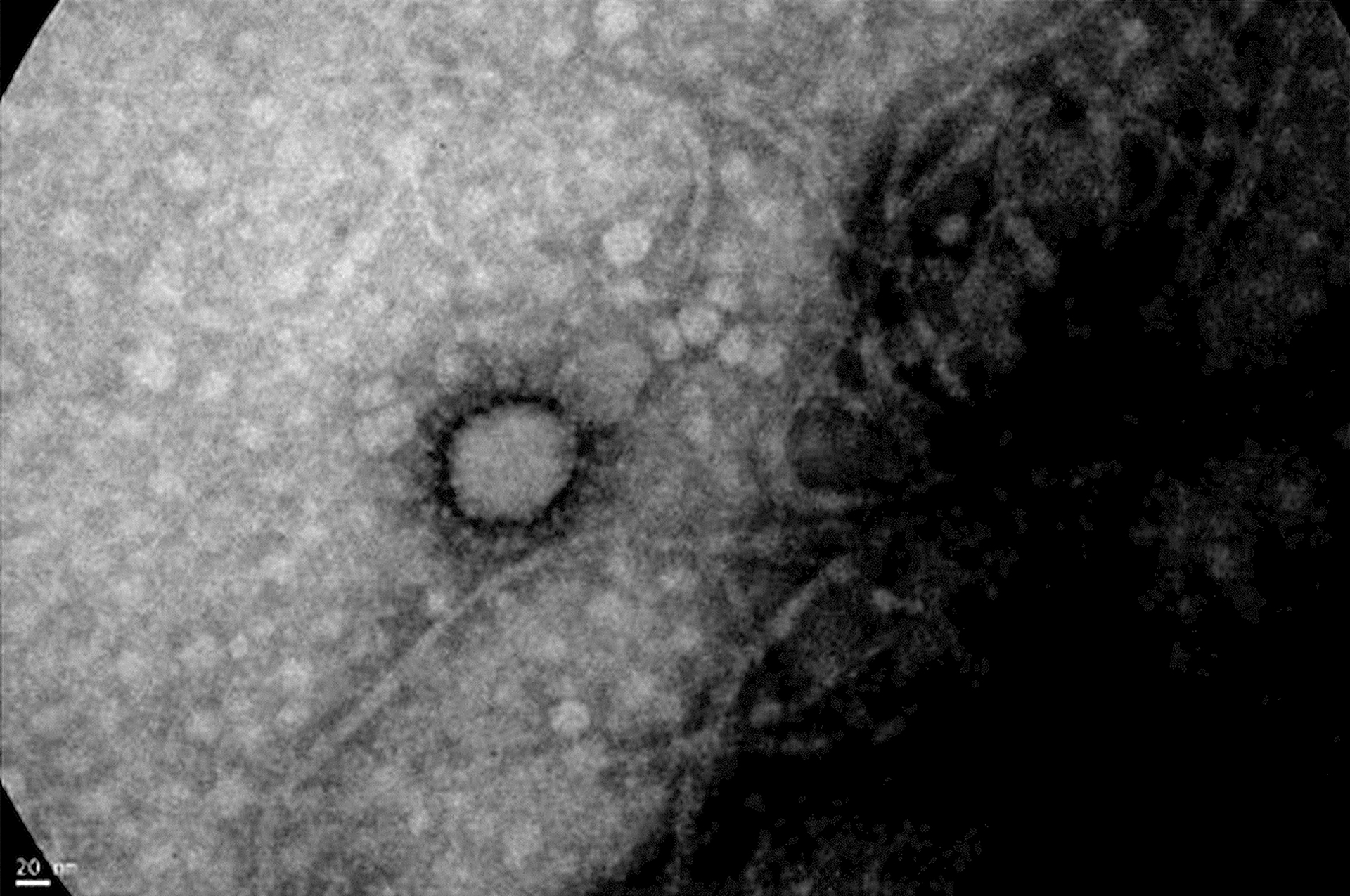
Imagen del SARS-CoV-2 captada por el Instituto de Biología Celular y Neurociencias “Profesor E de Robertis”, UBA - CONICET de la Facultad de Medicina.

A la fecha del 31 de agosto de 2023, se contabiliza la cifra de 10 061 739 casos confirmados, 130 568 fallecidos y 9 930 223 recuperados del virus.

## Antecedentes
A fines de enero de 2020, China informó a la Organización Mundial de la Salud (OMS) la existencia de un nuevo virus de la familia de los coronavirus que infectó a 62 personas y provocó la muerte de dos en la ciudad de Wuhan. El 21 de enero se confirmó el primer caso en Estados Unidos, y su rápida propagación por su transmisión de persona a persona.
El 22 de enero, la Cancillería argentina recomendó a quienes viajen a China para los festejos del año nuevo chino evitar «el contacto con individuos que presentan enfermedades respiratorias agudas, asistir a lugares con presencia de animales de granja o salvajes, vivos o muertos, e ingerir alimentos crudos», el uso de mascarillas, ventilar los ambientes compartidos y evitar los lugares con mucha gente.
La secretaria de Acceso a la Salud, Carla Vizzotti, manifestó que «es una situación de alerta relevante. En el contexto de un mundo globalizado podemos tener alguna persona que venga de China con algún síntoma y el mensaje para el país es que en este momento hay una alerta en China pero no a nivel mundial. Hay una precaución en relación a los viajes hacia esa ciudad (Wuhan), que en este momento está cerrada» y que la Argentina «está trabajando para que si hubiera una sospecha se pueda identificar. Estamos siguiendo las recomendaciones de la OMS, no hay indicación de restricción de los viajes o de algún monitoreo especial. Sin embargo, sí hay una alerta para casos que cuenten con síntomas de una infección respiratoria aguda grave» y recalcó que «se está trabajando para identificar cualquier caso sospechoso y si lo fuera, se deriva al laboratorio».

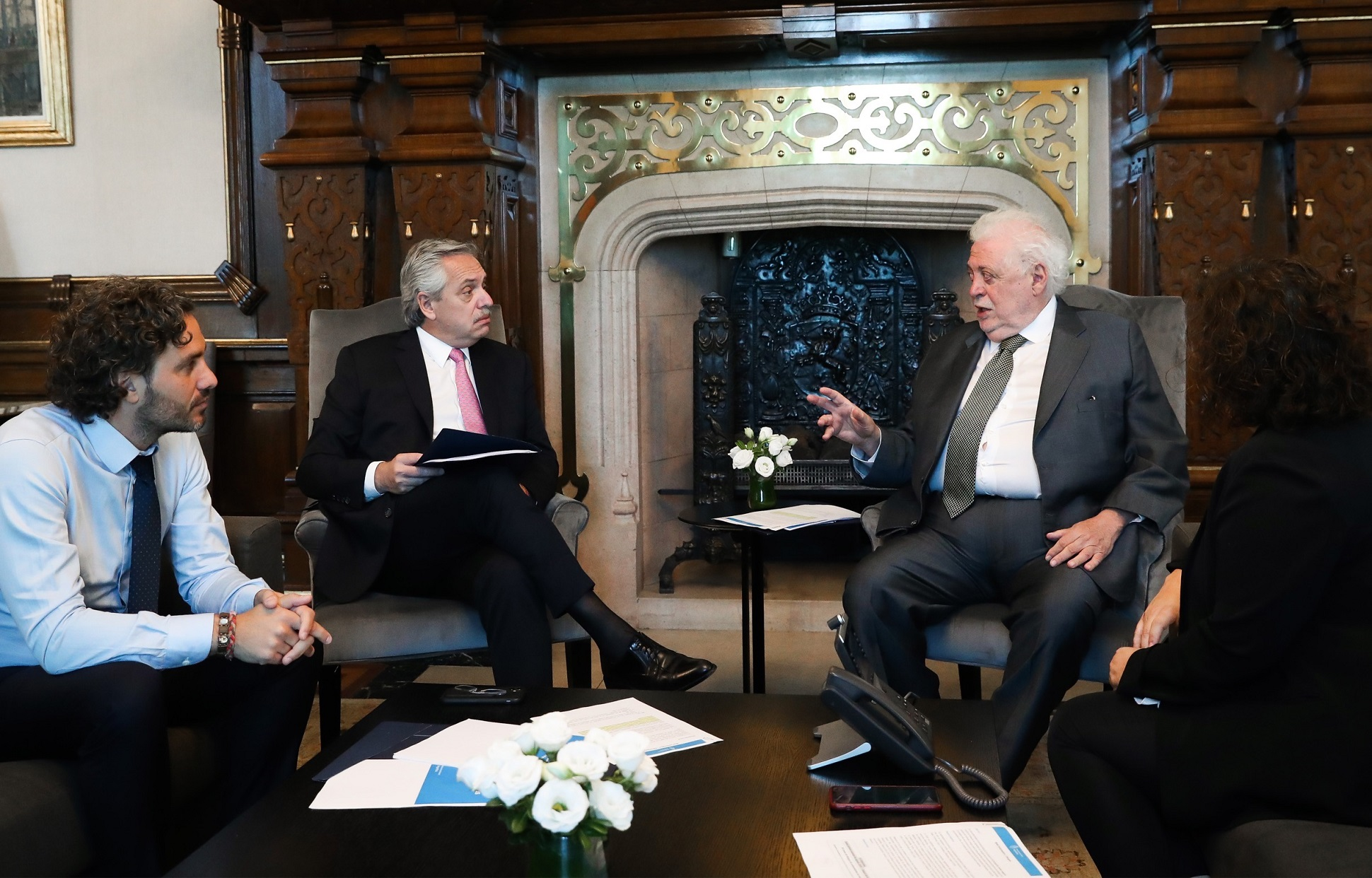
El presidente Alberto Fernández con el ministro de Salud Ginés González García durante un informe de situación, en enero de 2020. Acompañan el jefe de Gabinete Santiago Cafiero y la secretaria de Acceso a la Salud, Carla Vizzotti.

El 25 de enero, el Ministerio de Salud estableció un protocolo para hospitales y clínicas privadas en caso de sospechar que un paciente presente como síntomas tos, fiebre, dificultad para respirar, decaimiento y dolor de cabeza. Establece también otras precauciones como la higiene de manos, el uso de equipos de protección personal según evaluación de riesgo, especial cuidado con el manejo del ambiente y los residuos hospitalarios y material cortopunzante, esterilizar y desinfectar los dispositivos médicos utilizados, asignar áreas de espera específicas para los pacientes sintomáticos dentro del centro médico, y se recomienda la separación de al menos un metro de distancia con los pacientes. Además se preparó al Hospital Interzonal de Ezeiza ante la llegada de pasajeros con cuadros febriles.
En primera instancia, el pasajero aéreo es el que advierte a la tripulación de sus síntomas. Si estos son acordes al cuadro esperable del coronavirus y viene de China o tuvo contacto reciente con una persona que estuvo en ese país, se lo considera un caso sospechoso. A partir de ahí, se da la alerta a Sanidad de Fronteras y se le entrega un barbijo al pasajero en cuestión. Además se toma contacto con los casos expuestos: la tripulación y los pasajeros que estuvieran a dos metros alrededor del paciente sintomático. Finalmente, se traslada a todas esas personas al hospital Eurnekian o al hospital Cetrángolo, donde se le realiza la toma de muestras y luego se envían al Instituto Malbrán, quienes realizarán el testeo con un reactivo específico.
Durante los primeros días, varios empleados y pasajeros del Aeropuerto Internacional de Ezeiza comenzaron a usar barbijos. Aeropuertos Argentina 2000, explotador de los aeropuertos en Argentina, informó que no se trata de una medida impulsada por ellos, sino que la precaución «corre por cuenta de cada empleado» y aseguraron que «lo que tenemos es la indicación del Ministerio de Salud de estar alertas y activar los protocolos sanitarios si se presentara una persona con síntomas coincidentes a los de coronavirus».
El 28 de enero, el ministro Ginés González García aseguró que en Argentina «el riesgo de que (el coronavirus) llegue a la Argentina es muy bajo. Nunca uno puede decir que está tranquilo. Pero, yo veo el riesgo por hoy, lejano» y que «no ha habido (personas con) síntomas» pero que «tenemos en alerta máxima al Sistema de Sanidad de Fronteras que depende del Ministerio de Salud. Cualquier síntoma febril que presente una persona, será derivado en forma rápida al hospital en Ezeiza».
El exembajador argentino en China, Diego Guelar indicó que cada año, entre enero y marzo, 25000 argentinos y chinos viajan entre Argentina y China por vacaciones. «Hay un tráfico importante. En esta época se da el pico. Llamé a González García para plantearle que es necesario que haya un protocolo (para los que viajan). Hoy vas a China y volvés y no hay ningún protocolo».
El 30 de enero, la Organización Mundial de la Salud declaró la emergencia de salud pública internacional por el brote epidémico de coronavirus. Ante esta medida, el ministro González García aseguró que la Argentina no tiene casos de coronavirus ya que «nos favorece, además de la distancia con el país de origen del virus, no estar en invierno» cuando se dan con más frecuencia las enfermedades respiratorias, y aconsejó que «si no es necesario e imperativo, evitar de momento viajar a China». Además, explicó que a pesar de la medida del organismo, las adoptadas por el país «básicamente serán las medidas que se vienen tomando, ya que desde el primer momento» se estuvo atento al brote.

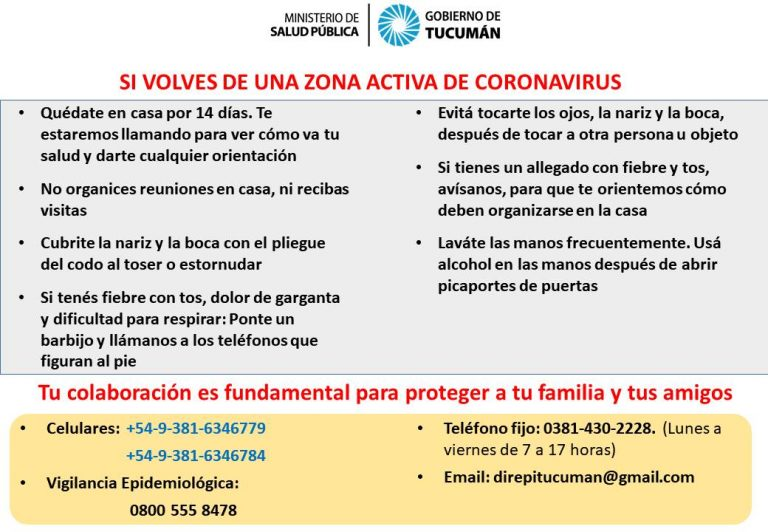
Recomendaciones de viaje de coronavirus en Tucumán

El 3 de febrero, González García mencionó que se encuentra «moderadamente» preocupado por la epidemia pero aseguró que «estamos preparados para detectar y aislar un caso, si lo hubiera, cosa que no ha pasado». Sin embargo, destacó que «hay un delicado equilibrio que debemos transitar entre decir lo que estamos haciendo y no alarmar o asustar a la población. En realidad estoy más preocupado por el dengue, que sí está en la Argentina, pero naturalmente de dengue no habla nadie» porque hasta el momento se detectaron unos 70 casos de dengue autóctono y otros 140 importados de países limítrofes.
El 4 de febrero, el crucero Diamond Princess, que hacía el tramo Tokio-Hong Kong, fue puesto en cuarentena en el puerto de Yokohama tras haber detectado diez casos positivos de coronavirus, entre ellos un hombre de 61 años de nacionalidad argentina que viajaba acompañado de su esposa y que no presentaba síntomas, siendo el primer latinoamericano infectado. El paciente fue trasladado a un hospital en Japón «para estudios y tratamiento». Los otros siete argentinos a bordo, entre ellas la esposa, permanecieron en el crucero en cuarentena hasta el 21 de febrero. El ministro González García se refirió al caso y afirmó que «no existe ningún tipo de peligro con el ciudadano argentino que contrajo coronavirus» y acotó que «cuando le den el alta estará curado y no existe posibilidad de contagio». El hombre se encontró en perfecto estado de salud y se le otorgó el alta el 17 de febrero; abandonó Japón el 24 de febrero y llegó a la Argentina el 26, trasladándose a su domicilio en la ciudad de Buenos Aires. En total hubo 712 infectados y 10 muertos de los 3711 pasajeros y tripulantes.
El 11 de febrero, la Organización Panamericana de la Salud (OPS) informó que en los próximos diez días, los 29 laboratorios nacionales de referencia para influenza en América Latina y el Caribe, entre ellos la Argentina, contarán con la capacidad técnica para confirmar o descartar casos sospechosos, y se les entregarán kits que aceleran el diagnóstico. El 15 de febrero, el gobierno informó que llegó a un acuerdo con el gobierno de Ucrania para evacuar a una parte de ciudadanos argentinos que viven en la provincia china de Hubei, la más afectada por la epidemia, en un vuelo que partirá el 18 de febrero y que regresará a Kiev, la capital ucraniana, donde permanecerán 14 días de cuarentena. De no tener el virus, podrán regresar a la Argentina.
Varios argentinos que regresaron en las primeras semanas de febrero de vacaciones de la capital china, Beijing, aseguraron a los medios que ingresaron por el aeropuerto de Ezeiza sin ningún tipo de control sanitario, como el control de temperatura o una declaración jurada de síntomas. Tras la noticia, la diputada de Juntos por el Cambio, Marcela Campagnoli, presentó un proyecto de ley para que el Ministerio de Salud informe sobre los recaudos que se están llevando a cabo para prevenir y atender posibles casos en el país, y fundamenta que a pesar de que «en la página oficial del Ministerio de Salud se exponen una serie de acciones generales, como la difusión masiva de información en cuanto al protocolo frente a posibles casos e instrucciones para pasajeros provenientes del exterior», los pasajeros que arribaron a Ezeiza «sostienen que no solo no se les realizó ningún tipo de control, sino que tampoco se les requirió información para saber si habían sido sometidos en otros aeropuertos a controles específicos».
Según las sugerencias de la OMS, la efectividad del screening en el ingreso al país es incierto, ya que se podrían pasar por alto personas asintomáticas que estén incubando la enfermedad o que hayan tomado un antifebril, o se podrían detectar casos individuales pero luego habría que confirmarlos con pruebas de laboratorio. La viceministra de Salud, Carla Vizzotti, aseguró que «está demostrado que la toma de temperatura en los aeropuertos es un control muy poco específico y al que se le pueden "escapar" fácilmente personas que estén infectadas; no es la recomendación de la OMS».
El 24 de febrero, la epidemia se aceleró con un aumento considerable de víctimas fuera de China, en Corea del Sur, Irán e Italia, con 283 casos y 7 muertos, este último con vuelos directos a la Argentina. Por este último dato, el Ministerio de Salud instaló carteles con recomendaciones y fortaleció los controles a los pasajeros que lleguen vía aérea a Ezeiza desde Italia mediante una actualización del protocolo: ahora el vuelo deberá avisar al aeropuerto si tiene pasajeros sospechosos o infectados, se analizarán a la persona y a los que iban sentados a su alrededor, y el resto de los pasajeros deberá completar una declaración jurada sobre su salud. El Ministro González García aseguró que «Italia tiene doce vuelos directos. Por eso indagaremos a los pasajeros. Vamos a realizarles un control y les vamos a hacer firmar una declaración jurada de que no tienen síntomas», apuntó que se está actuando «según el código internacional», y afirmó que «la idea de que sean las propias personas quienes digan si tienen síntomas es fundamental. Italia hizo una inversión extraordinaria, dos millones de personas pasaron por los sensores de temperatura, pero el sensor es inespecífico. Realmente no hay nada mejor que la autoreferencia».
El 26 de febrero, en conferencia de prensa en el aeropuerto de Ezeiza, González García dijo «si entra el coronavirus a la Argentina, ojalá que entre tarde, así tenemos una respuesta inmediata», y aseguró que es un virus «de rápida difusión» pero consideró que no hay que alarmarse ya que «se están tomando todas las medidas posibles. Un 20% de los casos son problemáticos». Claudia Madies, directora nacional de Sanidad de Fronteras, mencionó que se solicitó la colaboración de todas las aerolíneas para que en cada vuelo todos los pasajeros completen la declaración jurada, donde se debe especificar si siente síntomas y dar un detalle del viaje realizado, y que «para el caso de los vuelos provenientes de Italia, hay un protocolo específico», en donde además de la declaración jurada, el área de Sanidad de Fronteras toma la temperatura. En tanto, la viceministra Vizzoti aseguró que todavía la Argentina está en una primera etapa de detección del coronavirus para la prevención. Desde el Ministerio de Transporte confirmaron que se aplicó un protocolo en los puertos.
El médico sanitarista y exsubsecretario de Salud de la ciudad de Buenos Aires, Edgardo Trivisonno, opinó «pensar que se va a prevenir la llegada del coronavirus de esta forma es como pretender que un arquero ataje 10 penales a la vez. Las personas pueden mentir y decir que no tuvieron ningún síntoma por miedo a quedar encerradas en cuarentena» y que los controles no son suficientes porque no se controla a las personas que llegan desde Italia o España en escalas; mientras que el médico sanitarista Ignacio Katz afirmó que «el problema principal que tenemos es el estado general del sistema de salud argentino. No estamos preparados para recibir una epidemia. Quizás el hospital de Ezeiza tenga una sala de aislación, pero, si uno recorre el resto de los hospitales, verá que estos no los tienen», ya que el país no aplicó los consejos de la OMS en 2016 de que todos los hospitales tengan espacios de aislamiento.
El 27 de febrero, Brasil confirmó el primer caso de coronavirus en América Latina, un empresario de 61 años que vive en São Paulo y que estuvo en la región de Lombardía, la zona más afectada de Italia. El ministro González García indicó que se estudió 21 casos posibles de coronavirus y todos dieron negativo, y que todavía no hay casos confirmados. En la Provincia de Buenos Aires, una mujer de 46 años que llegó de China y vive en Pergamino, a la que se agregaron un joven de 18 años que llegó de Inglaterra y estuvo en Italia, un hombre de 59 años llegado de Italia, un matrimonio que llegó de un viaje por Italia en La Plata, y dos parejas que viajaron en el crucero Westerdam que atracó en Camboya y permanecieron aislados en La Plata y en la Capital Federal. En Tierra del Fuego, un turista de Taiwán de 65 años que llegó a Ushuaia para embarcarse en un crucero. La ciudad de Buenos Aires reportó cuatro pacientes, el 28 de enero una mujer de 50 años que viajó a Uruguay se convirtió en el primer caso sospechoso de coronavirus pero resultó negativo, un abogado de 38 años que trabaja con ciudadanos chinos, una docente de 32 años que viajó de Italia y un hombre de 80 años que también viajó de Italia. En Santa Cruz, una turista italiana de 77 años que viajó al Glaciar Perito Moreno. En San Juan, un joven de 34 años. En Córdoba, una mujer de 65 años de Río Tercero y un hombre de 66 años de Punilla. En Misiones, una mujer de 25 años que venía de Boston, Estados Unidos. En Santa Fe, una mujer de 35 años que llegó de Japón.

## Desarrollo

### Primeros casos

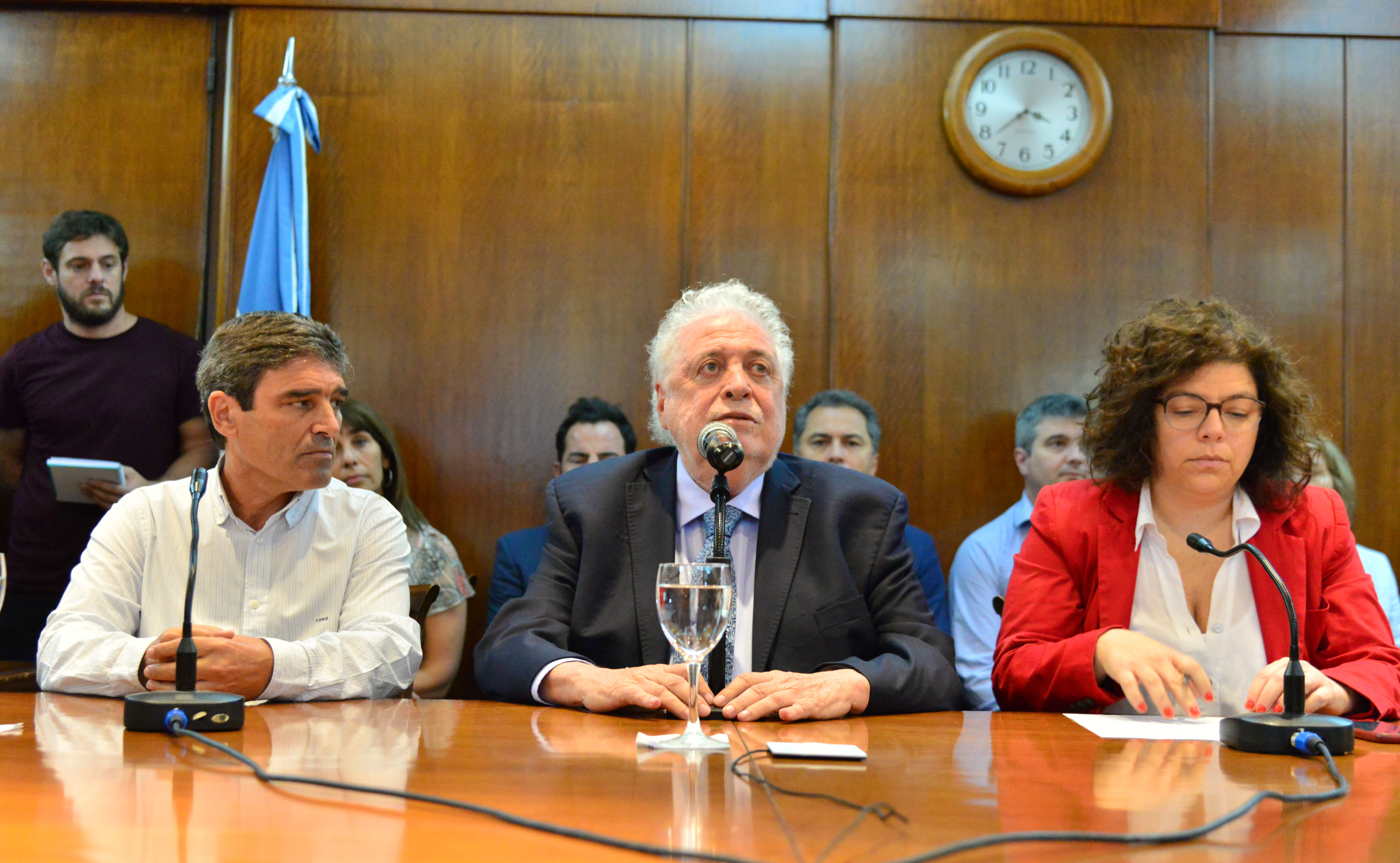
El ministro de Salud de la Nación, Ginés González García, en conferencia de prensa junto al ministro de Salud porteño Ferrán Quirós y la secretaria Carla Vizotti, anuncia el primer caso positivo en Argentina.

El 3 de marzo, el Ministerio de Salud confirmó el primer caso de coronavirus en Argentina, un hombre de 43 años que había estado entre el 19 y el 29 de febrero en Italia, y que fue internado en la clínica Suizo Argentina, y posteriormente en el Sanatorio Agote, en la Ciudad de Buenos Aires, al presentar tos, fiebre y dolor de garganta. Fue dado de alta el 13 de marzo. El presidente Alberto Fernández se refirió al primer caso, «al paciente lo detectamos con tiempo. Su internación es preventiva porque no tiene síntomas definidos», y afirmó que «viajó en primera. No tuvo vínculo con gente. No deberíamos alarmarnos. Sí estar atentos». En tanto, el ministro Ginés González García informó que la Argentina está «cumpliendo con todos los protocolos», y que se buscará a los pasajeros que volaron junto al paciente infectado.
El exministro de Salud de la Ciudad Autónoma de Buenos Aires, Adolfo Rubinstein, pidió actuar con «prudencia» ante el primer caso, coincidió en que «las medidas que se están tomando son las correctas», pero que «más allá del dengue y del sarampión, al coronavirus hay que mirarlo muy de cerca» porque «estoy seguro que va a haber más casos. Hay que estar preparados para eso». Luego de la publicación del primer caso, se elevó la demanda en farmacias y hubo falta de productos relacionados con la higiene como el alcohol en gel, mascarillas y toallas húmedas, algunos con hasta un aumento en su precio del 200%.
El 4 de marzo, González García afirmó en declaraciones radiales que el Gobierno por el momento no analiza la suspensión de clases, espectáculos públicos, ni vuelos de países con focos infecciosos porque «sería un incordio y una dificultad muy grande para la sociedad. No hay ninguna necesidad ni tiene utilidad» ya que esto «es día a día, estamos vigilando lo que está pasando acá y en el mundo», y afirmó que «la gente está sobreasustada», pero «tengo miedo que se junten gripe y coronavirus, le tengo más miedo a la gripe. Por ello estimular la vacunación es importante en un país donde a las vacunas se las ha perdido el respeto».
El 5 de marzo se confirmó el segundo caso, también en la Ciudad de Buenos Aires, de un hombre de 23 años, asesor de un legislador porteño, que llegó el 1 de marzo proveniente de Venecia, Italia, y que fue internado en el sanatorio Otamendi del barrio de Recoleta.
El día 6, la cifra llegó a 8, con cuatro casos en Capital Federal, uno en Córdoba y el restante en la Provincia de Buenos Aires. Ese mismo día, el Ministerio de Trabajo de la Nación dispuso, mediante la resolución 178/2020, establecer una licencia excepcional por 14 días para los trabajadores públicos y privados que regresen a la Argentina de países con brote de coronavirus (China, Corea del Sur, Japón, Irán, Italia, España, Francia y Alemania), para que puedan realizar una cuarentena voluntaria. El Ministerio de Educación de la Nación también emitió una resolución para que estudiantes, docentes y personal no docente que hayan viajado a zonas afectadas no asistan a las escuelas por 14 días.
Ante la noticia de que varios casos llegaron de Italia, Aerolíneas Argentinas decidió la cancelación de doce vuelos entre Argentina e Italia para el resto del mes de marzo, mientras que otras aerolíneas ofrecieron facilidades para el cambio y la devolución de los pasajes. En tanto, algunas empresas privadas restringieron los viajes de sus trabajadores a países de Europa y Asia, y a los Estados Unidos.
El 7 de marzo, se confirmó la primera muerte por coronavirus, un hombre de 64 años, que vivía en la Ciudad de Buenos Aires, regresó de Francia el 25 de febrero, y el 4 de marzo fue internado en el hospital Argerich, tenía diabetes, hipertensión, bronquitis crónica e insuficiencia renal, y su cuadro fue agravado por el coronavirus; siendo la primera muerte en América Latina.
El 8 de marzo, los casos confirmados llegaron a 12, el 15 de marzo supera los 50, el 19 de marzo a 100, el 21 de marzo a 200, el 23 de marzo a 300, el 25 de marzo a 500, el 31 de marzo a 1000, y el 5 de abril a 1500.
El 9 de marzo, el Gobierno de la Ciudad de Buenos Aires dispuso la suspensión de las espectáculos internacionales que se organicen con público extranjero, como convenciones internacionales, mientras que los que involucren artistas internacionales no se suspenden por tener público local. La Asociación Argentina De Empresarios Teatrales confirmó que las actividades teatrales y musicales seguirán normalmente siguiendo la recomendación del Ministerio de Salud de la Nación.
El ministro González García mencionó que la situación del coronavirus en Argentina «lo tomó por sorpresa» ya que «pensé que iba a llegar más tarde», y que «todas las medidas que estamos tomando tienen que ver con la evolución, por eso en realidad nunca son definitivas, son día a día».
El 10 de marzo, el Gobierno dispuso el desplazamiento de la actual directora del Instituto Malbrán, Claudia Perandones, y su reemplazo por Pascual Fidelio, y la inclusión de Estados Unidos y de todos los países de Europa en la lista de países considerados áreas de transmisión sostenida, por lo que toda persona que llegue de esos países junto a China, Irán, Japón y Corea del Sur deberá realizar la cuarentena domiciliaria voluntaria de 14 días. Además, el Ministerio de Salud recomendó no viajar a esos países y que los mayores de 65 años realicen un aislamiento social voluntario; y el Gobierno dispuso una partida de $1700 millones de pesos para el diagnóstico y la atención en centros de salud. La Asociación Argentina de Aeronavegantes recomendó a los tripulantes que regresan de España e Italia realizar el aislamiento voluntario de 14 días.

### Declaración de pandemia y primeras medidas
El 11 de marzo, la Organización Mundial de la Salud subió la calificación del coronavirus de epidemia a pandemia, y pidió a los países que "tomen acción de manera urgente y agresiva». El ministro González García afirmó que «la pandemia no tiene que ver con la gravedad, sino con la extensión de una enfermedad» y consideró que la rápida expansión que tuvo el virus en Italia «anticipó la presencia de casos» en la Argentina.
El Presidente Alberto Fernández indicó que la cuarentena de 14 días de las personas que lleguen de los países de riesgo pasará a ser obligatoria, porque «tienen la obligación de recluirse en soledad en su casa. Eso no es voluntario, no es una recomendación. Si no lo cumple, estará incurriendo en un delito, que es poner en riesgo la salud pública», evalúa suspender los espectáculos públicos y la entrada de personas desde Italia, y se refirió a los casos en el país, «el virus aparentemente se destruye con el calor, y la Argentina y América Latina están todavía en verano, entonces lo que todos los infectólogos planteaban era que iba a llegar más tarde. Nos llamó la atención porque en todas las indicaciones que daba la Organización Mundial de la Salud decía que el virus se propaga en condiciones de frío: no era de esperar que el problema se desate en una Buenos Aires con 30 grados de calor».
La Administración Nacional de Aviación Civil dispuso el control de todos los vuelos que arriben al aeropuerto internacional de Ezeiza, y la Dirección Nacional de Migraciones, mediante la disposición 1644/2020, dispuso un nuevo protocolo de ingreso para turistas provenientes de los países de riesgo, quienes tendrán que sacar una visa sanitaria y realizar la cuarentena obligatoria de 14 días. La cancillería argentina suspendió los viajes oficiales al exterior y comunicó que aplicará el protocolo a los funcionarios provenientes de los países de riesgo, la Corte Suprema de la Nación dispuso la licencia excepcional para los trabajadores que regresen de los países de riesgo con goce de sueldo, el Ministerio de Seguridad de la Nación dispuso que las cuatro fuerzas federales (Policía Federal, Gendarmería Nacional, Prefectura Naval y la Policía Aeroportuaria) se integren a los operativos en los aeropuertos, y el Ministerio de Turismo y Deportes de la Nación suspendió los espectáculos deportivos durante marzo «que tengan participantes de países con circulación comunitaria», entre ellos el Sudamericano de Natación, la Copa del Mundo de Espada, el Grand Prix de Atletismo y el Preolímpico de Boxeo.
La Conferencia Episcopal Argentina recomendó que durante las celebraciones litúrgicas evitar «el rito de la paz» y que la «comunión eucarística se distribuya a los fieles solamente en la mano», y el Museo de Arte Latinoamericano de Buenos Aires dispuso el cierre de sus puertas hasta el 25 de marzo. Se suspendieron los recitales de Tini Stoessel, Wu-Tang Clan, Alborosie, La Beriso, Jorge Drexler, Maroon 5, el Lollapalooza, la feria ArteBA, el Festival Leer de San Isidro, los shows Gracias Totales de Soda Stereo, la entrega de los premios Martín Fierro, y la Conmebol estableció la suspensión de las eliminatorias al mundial de Catar de 2022, de la Copa Libertadores y de la Copa América.
El 12 de marzo, el Gobierno dispuso extender la emergencia sanitaria por un año, la obligatoriedad de la cuarentena para los pasajeros que provengan de las zonas afectadas, y la suspensión por 30 días de los vuelos internacionales de países donde circule el virus, con excepción de Aerolíneas Argentinas que podrá repatriar residentes. Además dispuso retrotraer el precio de venta del alcohol en gel a los valores del 15 de febrero de 2020, y su congelación por 90 días, mientras que el Gobierno de la Ciudad de Buenos Aires anunció la prohibición de todas las actividades con concentración masiva de público, como recitales, museos o actividades culturales, los cines y teatros funcionarán con restricciones, y la presencia de público en eventos deportivos, medidas compartidas por el Gobierno de la Provincia de Buenos Aires. El Ministerio de Salud instaló cámaras termográficas de temperatura para detectar casos de fiebre y se reforzó el personal de Sanidad de Frontera, mientras que Aerolíneas Argentinas suspendió sus vuelos a Roma, Miami, Orlando, Madrid y Nueva York. Los gobiernos de Misiones y Jujuy dispusieron la suspensión de clases por 15 días.
El Presidente Fernández indicó que el Gobierno trabaja para «evitar que el virus se instale en el país y comience a circular como virus argentino», anunció que todavía no impondrá la suspensión de las clases, y pidió responsabilidad social para «no causarle daño a quienes están cerca nuestro. Si no contamos con la responsabilidad de todos, estamos en un problema». Posteriormente realizó su primera cadena nacional desde el despacho presidencial, donde explicó los alcances del Decreto de Necesidad y Urgencia 260/2020 de emergencia sanitaria, que «le da facultades de acción y prevención a distintos ministerios»; advirtió que «aquellas personas que infrinjan el aislamiento establecido tendrán responsabilidades penales», resaltó la importancia de «comprender que este aislamiento preventivo resulta esencial para reducir todo lo posible la propagación del virus»; y frente a los casos de coronavirus, anticipó «vamos a seguir monitoreando al instante la evolución de esta pandemia para actualizar y tomar las medidas que hagan falta» y que el Gobierno facilitará «el regreso de los residentes en la Argentina».
El ministro González García dijo que «sería contraproducente cerrar los colegios» ya que «los chicos no son un grupo vulnerable. Y si no van a la escuela están en otro lado y aumenta el riesgo para los adultos». El diputado Mario Negri pidió al Gobierno que convoque a la oposición para «abordar la emergencia de la salud» y «las consecuencias económicas» del brote de coronavirus, y tomar medidas que «ayuden a mitigar su efecto sobre la actividad y la pobreza». El senador Julio Cobos (UCR) dijo «enfrentamos una pandemia que pone en alerta el sistema de salud de todos los países y obliga a adoptar medidas que mitiguen el impacto de la misma. Es fundamental actuar inmediatamente. Solicitamos que presos, alumnos y militares produzcan alcohol en gel». El expresidente Mauricio Macri pidió «ser responsables y mantener la calma, así como a acompañar las medidas que tomó el Gobierno». sin embargo la Provincia de Misiones, Jujuy y las localidades de La Escondida, La Verde, Lapachito y Colonia Elisa, en la Provincia del Chaco, suspendieron las clases.

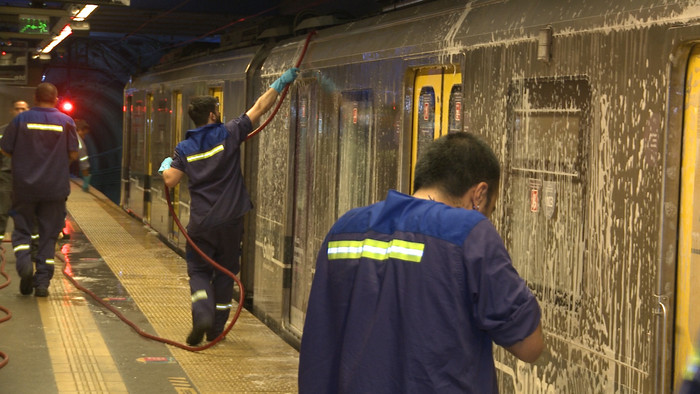
Limpieza de formaciones Series 200 del Subte de Buenos Aires durante la pandemia (13 de marzo).

El 13 de marzo se determina la suspensión de clases en la provincia de Buenos Aires por 15 días, así, los alumnos de primario tuvieron 8 días de clase y los de secundario, que habían comenzado el 10/3, asistieron a la escuela sólo 3 días.

### Suspensión de clases, cierre de fronteras y restricción de actividades
El 14 de marzo, el Gobierno anunció que se restringirá el ingreso de extranjeros por fronteras terrestres y prohibirá durante 30 días el ingreso a extranjeros que hayan transitado por los países de riesgo en los últimos 14 días. González García remarcó que «todavía estamos en la fase de contención, esto no quiere decir que el virus esté contenido, sino que hasta ahora solo enfrentamos casos que vinieron de otros países o que tuvieron contactos estrechos con estos». El Ministerio de Trabajo otorgó a sus empleados una licencia preventiva de 14 días con goce de haberes. también ese día en Mar del Plata se suspendieron las clases

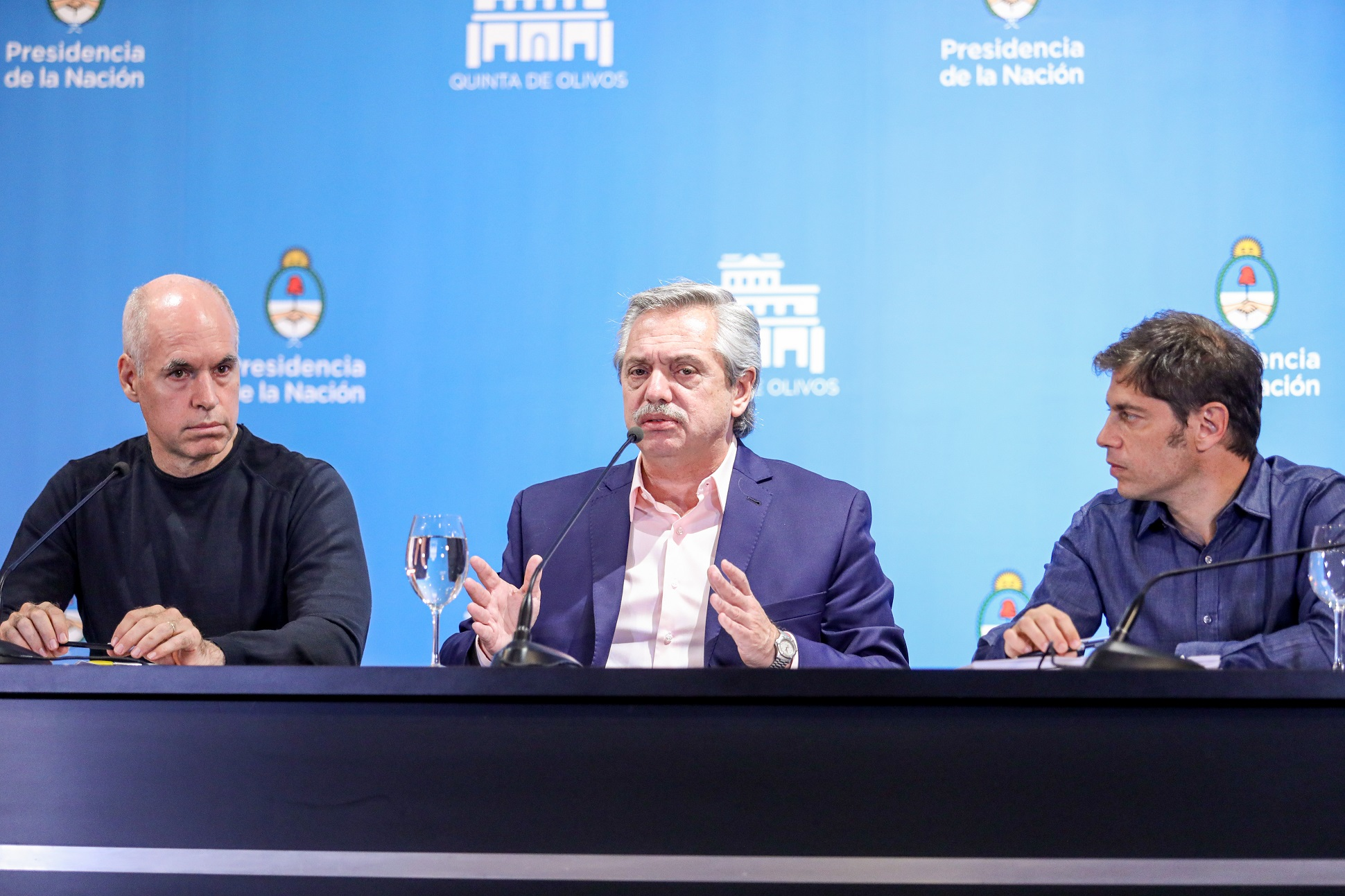
El presidente Alberto Fernández anuncia la suspensión de clases en todo el territorio nacional, junto al jefe de Gobierno porteño Rodríguez Larreta y el gobernador bonaerense Axel Kicillof.

El 15 de marzo, Fernández mencionó que analiza «parar la Argentina por diez días» y recomendó «si se pueden quedar en sus casas, quédense. Si en el trabajo toleran su ausencia, quédense. Todo lo que podamos hacer para evitar circular es mejor porque el virus circula porque circulamos». Hacia la noche, en conferencia de prensa desde la Quinta de Olivos, el presidente Alberto Fernández junto al jefe de Gobierno porteño Horacio Rodríguez Larreta y el gobernador de Buenos Aires, Axel Kicillof, anunció la suspensión de las clases en todo el país, el cierre de fronteras para toda persona extranjera no residente, la licencia laboral y horarios de atención específicos para todos los mayores de 60 años, y la cancelación de actividades no esenciales y de aglomeraciones, hasta el 31 de marzo; justificó las medidas porque «todo indica que tenemos que lograr minimizar la circulación del virus, que tarde lo más posible en convertirse en autóctono» y remarcó «no estamos dando 14 días de vacaciones». horas antes de la conferencia la Provincia de La Rioja también suspendió las clases 
Ese mismo día, el automovilismo canceló todas sus actividades durante 15 días y la vicepresidenta Cristina Fernández de Kirchner viajó hacia Cuba para visitar a su hija Florencia, a pesar de ser parte de la población de riesgo por tener 67 años.
El 16 de marzo, el Ministerio de Educación lanzó la plataforma Seguimos Educando para la continuidad de las actividades de enseñanza, con contenidos en línea y en televisión estatal. El Gobierno de la Ciudad de Buenos Aires dispuso el ingreso de los autos al microcentro porteño y la liberación del estacionamiento. El Ministerio de Salud incluyó a Brasil y a Chile en la lista de áreas de transmisión comunitaria, pasando a ser países de riesgo. El gobernador de Tierra del Fuego, Gustavo Melella estableció por decreto la cuarentena obligatoria hasta el 31 de marzo, suspende toda actividad pública y privada, industrial, comercial, recreativa y deportiva, y prohíbe a los habitantes salir de sus viviendas salvo para comprar alimentos y medicamentos, o para otros fines excepcionales. El Ministerio de Trabajo dispuso el trabajo a distancia para toda la administración pública excepto en salud, seguridad y defensa. La Corte Suprema de la Nación estableció que los tribunales no atenderán al público y darán una prestación mínima.

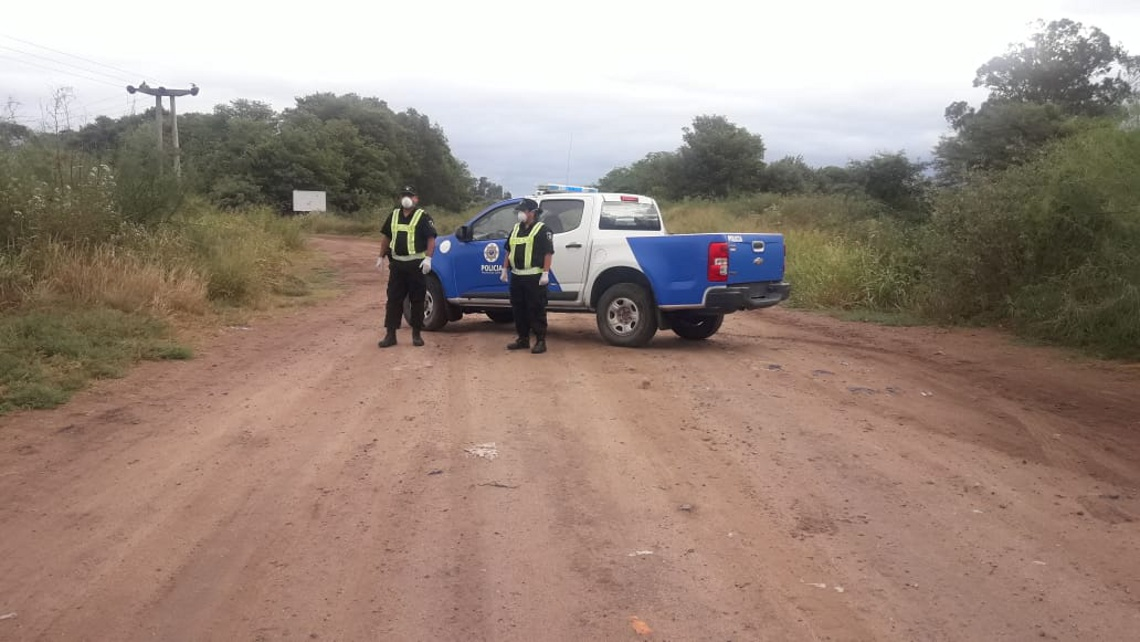
Policía de Santa Fe bloqueando el acceso a la ciudad de Ceres durante el blindaje de dicha ciudad (19 de marzo).

El 17 de marzo, la Asociación del Fútbol Argentino anunció la suspensión de todas las actividades del fútbol en todas sus categorías hasta el 31 de marzo. El Ministerio de Desarrollo Social definió que la tarjeta Alimentar se entregará por correo, un bono de $3000 pesos para jubilados que perciban el haber mínimo y de $3100 pesos para los beneficiarios de la Asignación Universal por Emabarazo y de la Asignación Universal por Hijo, un refuerzo de los fondos para comedores y $300 millones de pesos para la refacción de escuelas, clubes y viviendas. El Ministerio de Transporte suspendió entre el 20 y el 25 de marzo los servicios de ómnibus y trenes de larga distancia y aviones de cabotaje, y estableció desde el 19 de marzo que todos los colectivos y trenes del Área Metropolitana de Buenos Aires circulen únicamente con pasajeros sentados, mientras que el subte solo se detendrá en las cabeceras, estaciones de combinaciones, y estaciones esenciales.
El Ministerio de Salud de la provincia de Buenos Aires restringió las visitas a pacientes internados en los 77 hospitales del territorio. El gobernador de Mendoza, Rodolfo Suárez, impuso que toda persona que ingrese a la provincia deberá estar en cuarentena por 14 días. El ministro de Defensa Agustín Rossi formó un Comité de Emergencias de Defensa para que las Fuerzas Armadas se involucren en tareas de apoyo y prevención del coronavirus. El Ministerio de Turismo y Deportes anunció el cierre de hoteles para el turismo local y solo estarán habilitados para extranjeros no residentes, hasta el 31 de marzo. El Ministerio de Economía anunció que las empresas afectadas no pagarán aportes patronales y que habrá precios de referencia para 50 rubros de la canasta básica al 6 de marzo de 2020. La ciudad de Mar del Plata dispuso el cierre de espacios recreativos, comercios y restaurantes. El Ministerio de Trabajo amplió las licencias excepcionales a mayores de 60 años, embarazadas, personas con afecciones crónicas y personas que deben cuidar a sus hijos.
El presidente Fernández remarcó que «no estamos dando licencia para que vayan a pasear, es para que nos cuidemos, a nosotros y a nuestros hijos. Quédense en sus casas» y que los que viajaron al exterior cumplan con la cuarentena porque «necesitamos que no haya imbéciles que siguen circulando cuando llegaron de viaje». Además, advirtió que será «inflexible» con los controles de precios y que «voy a usar el aparato del Estado en favor de la gente. Sépanlo, no voy a tolerar a los pícaros. Lo que pasó con el alcohol en gel y los barbijos son ejemplos».

### Cuarentena

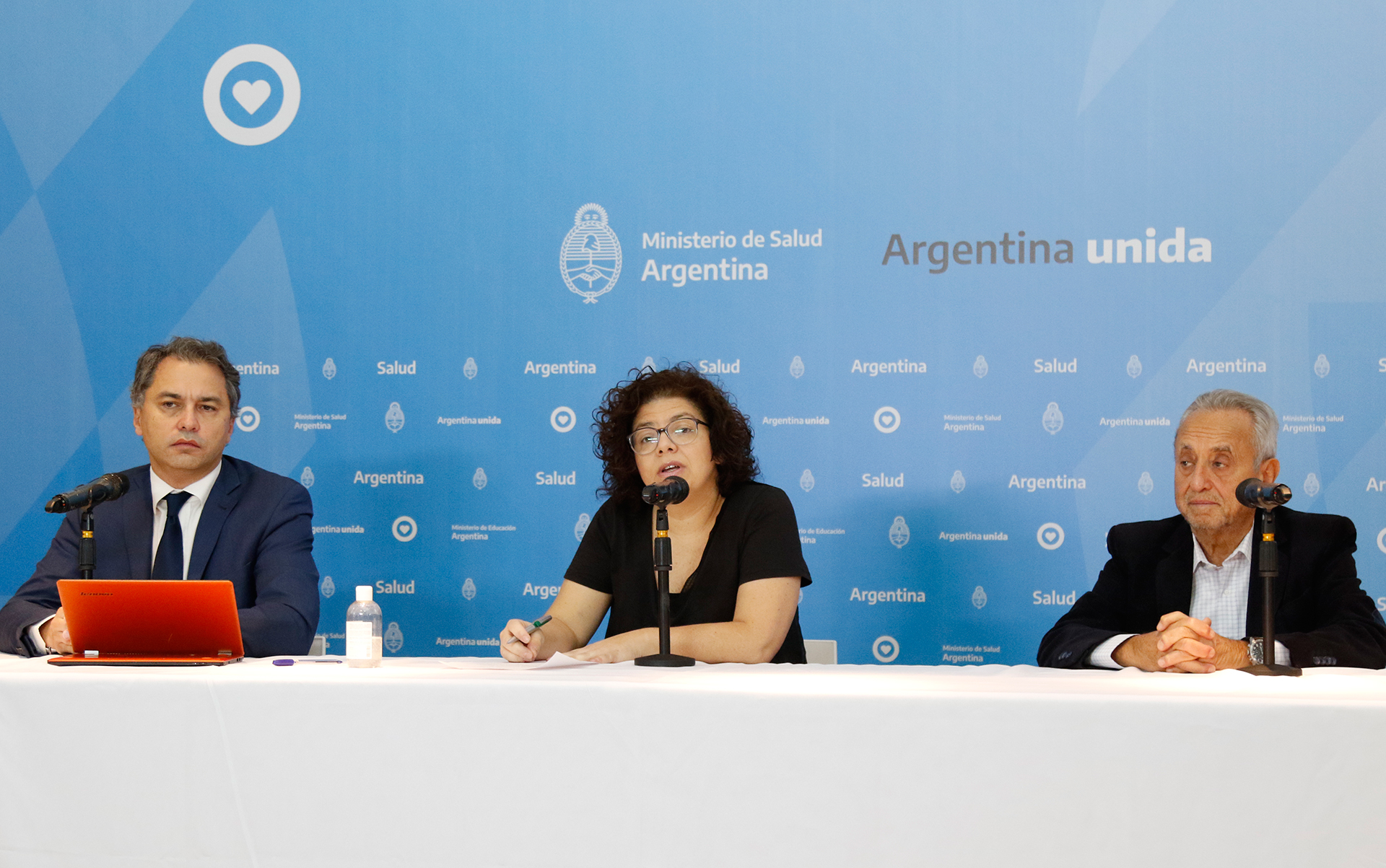
La secretaria Carla Vizzoti, en conferencia de prensa, anunciando el primer informe diario de casos y fallecidos por el virus. La acompañan el subsecretario de Estrategias Sanitarias, Alejandro Costa, y el infectólogo Pedro Cahn. 7 de abril de 2020.

Las medidas sanitarias en Argentina para combatir la pandemia de COVID-19 fueron una serie de decisiones estratégicas y operativas de política de salud pública para combatir la pandemia tomadas por el expresidente de la Nación Alberto Fernández y los gobernadores de provincia. Incluyeron las medidas de prevención de contagios, investigaciones y tratamientos experimentales, creación de infraestructura y abastecimiento de recursos médicos, protocolos sanitarios para los lugares de trabajo, y la campaña de vacunación contra la COVID-19 iniciada el 29 de diciembre de 2020, apuntando a estabilizar la situación mediante una combinación de varias acciones. Las dos principales medidas para mitigar la pandemia fueron el aislamiento o cuarentena de la población, denominado Aislamiento Social Preventivo y Obligatorio (ASPO) y el Distanciamiento Social Preventivo y Obligatorio (DiSPO). El ASPO abarcó inicialmente todo el territorio del país desde el 20 de marzo hasta el 26 de abril inclusive. A partir del 27 de abril se establecieron medidas segmentadas territorialmente, de aislamiento o distanciamiento, según lo exigiera la situación sanitaria de cada lugar.
Inicialmente la pandemia se concentró principalmente en el Área Metropolitana de Buenos Aires (AMBA), pero hacia la mitad del año se extendió la pandemia a todo el territorio, con excepción de la provincia de Formosa, que mantuvo un control estricto de fronteras.
Las medidas sanitarias fueron en general aceptadas por la mayoría de la población, sin perjuicio de una alta preocupación por las consecuencias económicas y sociales de la pandemia, tendiendo a decaer en el tiempo con el hartazgo que genera la situación. Algunos sectores de la población, conocidos como «los anticuarentena», se han mostrado muy críticos frente a la cuarentena y frente a las vacunas, convocando a manifestaciones públicas, "cacerolazos" y actos de desobediencia civil. A comienzos de mayo algunos observadores consideraban que en Buenos Aires y otras partes del país, sectores considerables de la población estaban incumpliendo las medidas de aislamiento y distanciamiento en una actitud de "desobediencia civil de hecho", que pudo haber influido en los rebrotes y agravamientos de la pandemia.
El 29 de diciembre de 2020 comenzó la campaña de vacunación. El presidente informó que llegarían al país 10 millones de dosis para enero de 2021, número que no se concretó debido a incumplimientos de las empresas proveedoras. A partir de marzo comenzaron a llegar vacunas y en agosto también comenzaron a producirse localmente. Hacia el 1 de octubre de 2021, 29 760 609 personas habían recibido una dosis, representando el 66,13 % de la población total del país, mientras que 22 636 279 personas, el 50,30 % de la población total, recibieron dos dosis.

### Medidas socioeconómicas
El Estado nacional tomó una serie de medidas de emergencia (emisión monetaria, subsidios a personas y empresas, bolsones de alimentos, tarjetas alimentarias, prohibición de despidos, desalojos y corte de servicios públicos, créditos, desgravaciones impositivas) con el fin de garantizar que la población perciba un mínimo de ingresos y acceda a los alimentos, preservar los empleos y evitar que quiebren las empresas.
Socioeconómicamente, la estrategia central buscó preservar y garantizar el acceso de toda la población a los alimentos y servicios esenciales (energía, comunicaciones, asistencia médico-farmacólogica, seguridad y transporte esencial), así como evitar los despidos y asistir a las empresas. A tal fin las principales medidas fueron:
- Prohibición de despidos y suspensiones unilaterales por 120 días;[174]
- El programa de Asistencia de Emergencia al Trabajo y la Producción (ATP) por el cual el Estado nacional abonó la mitad de los salarios del personal en actividad o suspendido por fuerza mayor consensuadamente con el trabajador o el sindicato (art. 223 bis Ley de Contrato de Trabajo). Los ATP sumaron $141 mil millones entre abril, mayo y junio (0,54 % del PBI);[175]
- Ingreso Familiar de Emergencia (IFE)[176] de $10.000 (150 dólares aprox.) para trabajadores informales y monotributistas sin ingresos. El IFE se suma a la ya existente Asignación Universal por Hijo (AUH), de unos $3000 (unos 50 dólares) para los sectores con ingresos familiares menores a $50.000 por mes (unos 750 dólares).[177] El IFE fue recibido durante dos meses por 8.839.04 de personas, algo menos de la mitad de la población económicamente activa, con un costo fiscal de $176.781 millones (U$S 2500 millones) equivalente al 0,7% del PBI, luego se redujo a los centros urbanos que se mantuvieron en aislamiento.[175]
- Créditos a tasa cero. Se abrió una amplia línea de créditos a tasa cero para trabajadores autónomos;[175]
- Créditos con tasas subsidiadas, moratorias, exenciones impositivas, etc.[178]

### Desarrollos científico-tecnológicos
La Unidad Coronavirus es un ente creado en Argentina a mediados de marzo de 2020 con el fin de llevar adelante "proyectos de investigación y desarrollo tecnológico con capacidad de dar respuesta a la pandemia de COVID-19 en el país". Está integrada por el MinCyT, CONICET y la Agencia I+D+i. 
La Unidad tiene como objetivo la planificación de la estrategia nacional de diagnóstico, el desarrollo de kits diagnósticos, la investigación sobre la enfermedad y el desarrollo de soluciones tecnológicas e informáticas. En este marco se impulsaron diferentes acciones: el financiamiento de kits de diagnóstico, el concursos hábitats emergentes y las convocatorias a ideas proyecto, a ciencias sociales y humanas y a empresas de base tecnológica.

## Impactos

### Impacto socioeconómico
El impacto de la pandemia sobre la situación socioeconómica en América Latina en general y en Argentina en particular, ha sido considerado como excepcionalmente gravoso. En julio de 2020, el presidente del Banco Mundial, David Malpass, anunció que América Latina tendría la peor recesión de los últimos 120 años, con una caída promedio del 7%. Para la Argentina la situación de partida se vio agravada por una grave crisis económica desatada en mayo de 2018, a causa de una situación de inminente default de la deuda externa que llevó en 2019 a la más grande operación salvataje de la historia del Fondo Monetario Internacional, agravada en 2019 con un nuevo default "selectivo", que causó una caída del PBI del 4,9 % para el bienio 2018-2019, junto a un alto endeudamiento, así como un aumento del desempleo (del 7,2 % en abril de 2018 al 10,1 % en diciembre de 2019) y la inflación 53,8% en 2019, el índice más alto desde 1991 el cierre de más de 20.000 mil empresas, y un fuerte aumento de la pobreza y la inseguridad alimentaria en los años anteriores.
La estimación de junio del FMI para la Argentina fue de una probable caída del 9,9 % del PBI en 2020, con una recuperación para 2021 del 3,9 %. en línea con una caída una caída del 9,4% promedio en la economía de América Latina la caída a nivel regional más grande de los últimos cien años, con una caída del 20 por ciento del PBI en Venezuela, 13.5 en Perú, un retroceso del 10.5 en México, un 9.2 por ciento en Brasil y un 7.8 por ciento en Colombia, y un 7.5 por ciento en Chile. En el mismo informe, el FMI cuantificó el gasto público de Argentina para combatir el impacto sanitario y económico de la pandemia, en un 4,8% del PBI, uno de los más bajos del G20, lejos del más alto, correspondiente a Alemania con un 40,9 %. En materia de empleo, el Sistema Integrado Previsional Argentino (SIPA) registró una caída de 194 mil puestos de trabajo registrados, sobre un total de 12 millones.

### Criminalidad durante la pandemia

#### Robos y homicidios
Durante la pandemia, los robos y homicidios disminuyeron en el período de cuarentena en todo el país : los homicidios dolosos entre el 1 de enero y el 31 de mayo, se redujeron de 900 en 2019, a 855 en 2020. En marzo la reducción fue del 24% y en abril del 4,6%, pero en mayo hubo un aumento del 10% comparado con el mismo mes del año anterior. La caída en los robos fue más pronunciada: bajaron en marzo un 27%, en abril un 64% y en mayo un 50% menos, siempre con respecto al mismo mes del año anterior. En la Ciudad de Buenos Aires, uno de los lugares con las medidas de aislamiento más prolongadas, los delitos disminuyeron un 48% en el primer trimestre del año, y un 56% en el mes de julio, aunque aumentó la violencia durante los hechos delictivos. En la Provincia de Buenos Aires durante los 97 primeros días de las medidas sanitarias se produjeron 5980 robos con armas frente a 13.878 en el mismo período del 2019, 201 homicidios dolosos (16 menos que en 2019), y 120 ataques con heridos frente a 197 del año anterior. Se registraron 676 casos de abuso de armas frente a 620 del 2019.
En la Provincia de Buenos Aires, especialmente en el conurbano bonaerense, se observó un aumento en los delitos cometidos por personas sin antecedentes, denominados "delitos de supervivencia" por su Ministro de Seguridad, Sergio Berni. La ministra de Seguridad de la Nación indicó que, si bien al inicio de la cuarentena los delitos bajaron mucho, al relajarse las medidas sanitarias, aumentaron los delitos y principalmente la violencia con la que se cometen los mismos. En agosto se creó la Fuerza de Respuesta Inmediata (FRI) de la Policía Federal y se enviaron gendarmes a distintos municipios, la contratación de nuevos policías, la compra de nuevos móviles policiales y la creación de 12 unidades carcelarias.

#### Violencia policial
Según la Coordinadora contra la Represión Policial e Institucional (CORREPI), hubo 92 muertes a manos de integrantes de las fuerzas policiales durante la pandemia. De acuerdo con este trabajo, el 91% de estos casos correspondieron a las provincias y la Ciudad Autónoma de Buenos Aires (57 policías y 27 servicios penitenciarios), y en 7 las fuerzas federales. Sabina Frederic, Ministra de Seguridad de la Nación, desmintió el dato de la Correpi sobre alguna muerte causada por las fuerzas federales, y dio a conocer que hubo 39 denuncias por uso abusivo de la fuerza durante ese período. Horacio Pietragalla, secretario de Derechos Humanos, indicó que el organismo recibió 531 denuncias por hechos represivos durante la cuarentena.

#### Violencia de género
La Defensoría General de la Nación lanzó la campaña #NoEstasSola, para prevenir y combatir la violencia de género en condiciones de aislamiento y distanciamiento, informando que las medidas sanitarias en ningún momento prohibían salir de la casa en situaciones de violencia. La Corte Suprema dispuso asimismo mantener en funcionamiento las 24 horas la Oficina de Violencia Doméstica, tal como lo hace desde 2008.
En los primeros 112 días desde que se dispuso la primera cuarentena se produjeron 82 femicidios. Durante los 120 primeros días de cuarentena, la Oficina de Violencia Doméstica (OVD) dependiente de la Corte Suprema de Justicia de la Nación Argentina recibió 1280 casos de violencia familiar. Según datos de la Casa del Encuentro, durante el 2020 hubo 300 femicidios y durante el 2021 fueron 305. Mientras que en los años anteriores la cantidad había sido menor, siendo 273 femicidios en el 2018 y 299 en el 2019.
En la Ciudad Autónoma de Buenos Aires, durante la pandemia, aumentaron un 48% las denuncias por violencia de género a través de la línea 144. Esto fue llamado "la otra pandemia" en Argentina por las Naciones Unidas. Debido a que el confinamiento significó para muchas mujeres estar forzadas a permanecer todo el día recluidas con sus agresores, se crearon una casilla de correo electrónico y tres números de contacto por WhatsApp para luchar contra esta situación.

## Hechos posteriores
En paralelo se observó un aumento en al violencia y ataques a médicos y personal sanitario.

### Variante Delta
Para el 12 de julio de 2021, se detectaron 15 casos de variante Delta, sin excepción estos habían viajado recientemente por lo que hasta ese momento no se consideró que haya contagio comunitario. Según los protocolos nacionales, los infectados se mantuvieron en cuarentena, sin embargo un infectado que arribó el 1 de julio no mantuvo la cuarentena y se encuentra profugo, con más de 1000 denuncias penales.

## Vacunación
La vacunación contra la COVID-19 en Argentina es la campaña iniciada a fines de 2020 para vacunar contra la COVID-19 a la población del país, en el marco de un esfuerzo mundial para combatir la pandemia de COVID-19.
El operativo estimó inicialmente utilizar 55 millones de dosis para vacunar, en primera instancia, a 23-24 millones de personas (52 % de la población) que corresponden a grupos denominados de riesgo por «exposición y función estratégica» y «enfermedad grave».
Los efectos secundarios de la vacuna contra el COVID-19 pueden variar según cada persona.Algunas personas sienten algo de molestia, pero pueden seguir adelante normalmente con su día. Otras tienen efectos secundarios que afectan su capacidad de completar sus actividades cotidianas.Por lo general, los efectos secundarios desaparecen en pocos días.Incluso si no experimenta ningún efecto secundario, su organismo está generando protección contra el virus que causa el COVID-19.Las reacciones adversas (problemas graves de salud) son poco frecuentes, pero pueden causar problemas de salud a largo plazo. Por lo general, suceden dentro de las seis semanas de haberse vacunado.
La vacunación se inició el martes 29 de diciembre de 2020, luego de recibir un suministro de 300 000 dosis, que fueron destinadas al personal de salud. Hacia principios de agosto de 2021 había seis vacunas en uso en territorio argentino producidas por el Instituto Gamaleya (Gam-COVID-Vac o Sputnik V), el laboratorio argentino mAbxience y el mexicano Liomont en asociación con AstraZeneca y la Universidad de Oxford (AZD1222), el Instituto Suero de India en asociación con AstraZeneca y la Universidad de Oxford (Covishield o AZD1222), la empresa surcoreana AstraZeneca-SK Bioscience (AZ-SKBio), la empresa farmacéutica Sinopharm (BBIBP-CorV) y el laboratorio CanSino Biologics (Ad5-nCoV (Covidencia)).
Hacia el 29 de octubre de 2021, 34 640 814 personas habían recibido una dosis, representando el 76,34 % de la población total del país, superando la meta original de vacunar a 22/23 millones de personas. Por otra parte 26 327 324 personas, el 58,02 % de la población total, recibieron dos dosis.

## Opinión pública
| ¿Es la COVID-19 una preocupación principal en su país? (Ipsos) | ¿Es la COVID-19 una preocupación principal en su país? (Ipsos) | ¿Es la COVID-19 una preocupación principal en su país? (Ipsos) | ¿Es la COVID-19 una preocupación principal en su país? (Ipsos) | ¿Es la COVID-19 una preocupación principal en su país? (Ipsos) | ¿Es la COVID-19 una preocupación principal en su país? (Ipsos) | ¿Es la COVID-19 una preocupación principal en su país? (Ipsos) | ¿Es la COVID-19 una preocupación principal en su país? (Ipsos) | ¿Es la COVID-19 una preocupación principal en su país? (Ipsos) | ¿Es la COVID-19 una preocupación principal en su país? (Ipsos) | ¿Es la COVID-19 una preocupación principal en su país? (Ipsos) | ¿Es la COVID-19 una preocupación principal en su país? (Ipsos) |
| 2020                                                           | 2020                                                           | 2020                                                           | 2020                                                           | 2021                                                           | 2021                                                           | 2022                                                           | 2022                                                           | 2023                                                           | 2023                                                           | 2024                                                           | 2024                                                           |
| OpciónMes                                                      | Muestra                                                        | Sí                                                             | Ref(s).                                                        | Sí                                                             | Ref.                                                           | Sí                                                             | Ref.                                                           | Sí                                                             | Ref.                                                           | Sí                                                             | Ref.                                                           |
| -------------------------------------------------------------- | -------------------------------------------------------------- | -------------------------------------------------------------- | -------------------------------------------------------------- | -------------------------------------------------------------- | -------------------------------------------------------------- | -------------------------------------------------------------- | -------------------------------------------------------------- | -------------------------------------------------------------- | -------------------------------------------------------------- | -------------------------------------------------------------- | -------------------------------------------------------------- |
| Enero                                                          | —                                                              | —                                                              | —                                                              | 27%                                                            | [ 240 ]                                                        | 22%                                                            | [ 241 ]                                                        | 3%                                                             | [ 242 ]                                                        | 0%                                                             | [ 243 ]                                                        |
| Febrero                                                        | —                                                              | —                                                              | —                                                              | 20%                                                            | [ 244 ]                                                        | 12%                                                            | [ 245 ]                                                        | 3%                                                             | [ 246 ]                                                        | 1%                                                             | [ 247 ]                                                        |
| Marzo                                                          | —                                                              | —                                                              | —                                                              | 18%                                                            | [ 248 ]                                                        | 7%                                                             | [ 249 ]                                                        | 1%                                                             | [ 250 ]                                                        | 1%                                                             | [ 251 ]                                                        |
| Abril                                                          | —                                                              | 54%                                                            | [ 252 ]                                                        | 31%                                                            | [ 253 ]                                                        | 2%                                                             | [ 254 ]                                                        | 1%                                                             | [ 255 ]                                                        | 1%                                                             | [ 256 ]                                                        |
| Mayo                                                           | —                                                              | 40%                                                            | [ 257 ]                                                        | 29%                                                            | [ 258 ]                                                        | 5%                                                             | [ 259 ]                                                        | 1%                                                             | [ 260 ]                                                        | —                                                              | —                                                              |
| Junio                                                          | 500                                                            | 39%                                                            | [ 261 ] [ 262 ]                                                | 33%                                                            | [ 263 ]                                                        | 4%                                                             | [ 264 ]                                                        | 2%                                                             | [ 265 ]                                                        | —                                                              | —                                                              |
| Julio                                                          | 500                                                            | 37%                                                            | [ 266 ] [ 262 ]                                                | 24%                                                            | [ 267 ]                                                        | 3%                                                             | [ 268 ]                                                        | 1%                                                             | [ 269 ]                                                        | —                                                              | —                                                              |
| Agosto                                                         | 501                                                            | 31%                                                            | [ 270 ] [ 271 ]                                                | 22%                                                            | [ 272 ]                                                        | 2%                                                             | [ 273 ]                                                        | 1%                                                             | [ 274 ]                                                        | —                                                              | —                                                              |
| Septiembre                                                     | 502                                                            | 33%                                                            | [ 275 ] [ 276 ]                                                | 12%                                                            | [ 277 ] [ 278 ]                                                | 1%                                                             | [ 279 ]                                                        | 1%                                                             | [ 280 ]                                                        | —                                                              | —                                                              |
| Octubre                                                        | 502                                                            | 27%                                                            | [ 281 ] [ 282 ]                                                | 10%                                                            | [ 283 ]                                                        | 2%                                                             | [ 284 ]                                                        | 2%                                                             | [ 285 ]                                                        | —                                                              | —                                                              |
| Noviembre                                                      | 500                                                            | 24%                                                            | [ 286 ] [ 282 ]                                                | 9%                                                             | [ 287 ]                                                        | 1%                                                             | [ 288 ]                                                        | 0%                                                             | [ 289 ]                                                        | —                                                              | —                                                              |
| Diciembre                                                      | 500                                                            | 17%                                                            | [ 290 ] [ 291 ]                                                | 10%                                                            | [ 292 ]                                                        | 4%                                                             | [ 293 ]                                                        | 1%                                                             | [ 294 ]                                                        | —                                                              | —                                                              |